# Unión para el Progreso de Elda
La Unión para el Progreso de Elda (UPE), fue un partido político español orientado a un ámbito local, en la ciudad alicantina de Elda. Fue fundado en 1999 por iniciativa del conocido empresario eldense Juan Navarro Busquier, propietario de la fábrica de calzado Khurapies. 

## Trayectoria
El partido nace con la voluntad de ser una agrupación local, que defienda los intereses de la ciudad frente al de los grandes partidos. Presenta un programa con iniciativas de regeneración y desarrollo del espacio urbano, que traigan mejoras económicas. Se presenta a las elecciones municipales de 1999 con Juan Navarro como cabeza de lista, llevando a cabo una campaña publicitaria postal, en la que se incluía un folleto y un vídeo en VHS, usando el eslogan El futuro de una ciudad. En dicha convocatoria obtienen 1.867 votos, con un 6'91% de los votos, con lo que obtienen un concejal en el pleno eldense.
Juan Navarro, a los pocos días de dar comienzo la legislatura, se retira y cede su puesto al n.º 3 de la lista, Fernando Jiménez Huerta, ya que la que ocupaba el número dos de esa lista también renunciaría a ocupar la vacante. El concejal ganará popularidad a raíz de llevar a cabo una dura oposición contra el gobierno socialista. Protagonizó un programa que se emitía cada jueves en la televisión de difusión comarcal Canal 43, en el que se denunciaban públicamente las irregularidades y presuntos casos de corrupción, por los que el alcalde Juan Pascual Azorín, llegó a ser demandado judicialmente.
En las elecciones de 2003, un conocido cirujano local, Emiliano Bellot, se suma al proyecto y acepta la oferta de encabezar la lista de la UPE, formando tándem con el ya conocido Jiménez Huerta. Entre ambos consiguen el mayor resultado conseguido por el partido, cosechando un importante aumento de votos, y convirtiéndose en la tercera fuerza política local. Con 2.818 votos, el 10%, consiguen 2 concejalías. Sin embargo la sesión de investidura desató una polémica que supuso la ruptura del partido. La abstención anunciada por IU en la votación, dejó libre el camino para un pacto entre la UPE y el PP para dar su apoyo al candidato popular, Camilo Valor. En el último momento, Bellot cambia su voto y se abstiene, por lo que Azorín volvió a ser reelegido en minoría. Tras este hecho, Bellot quedaría expulsado del partido, formando parte del grupo mixto.
Durante la legislatura, Azorín hará un pacto de gobierno por el que otorgará la Concejalía de Sanidad a Bellot, y la de Urbanismo al líder comunista Orgilés. El líder de la UPE continuará, como hasta entonces, desarrollando sus labores de oposición, hasta su fallecimiento por enfermedad en 2005. Fue sustituido por el n.º 3 de la formación, Francisco Alzallu.

## Desaparición
El partido sufrió dos varapalos la anterior legislatura, con la marcha de Bellot, perdían la oportunidad de ser llave de gobierno, y con el fallecimiento repentino de Jiménez Huerta, quedaban sin el que fue líder desde la fundación. En las elecciones de 2007, Alzallu se presenta como cabeza de lista, obteniendo 879 votos, un 3'23%, que dejan a la UPE fuera del consistorio eldense. Tienen lugar diversas dimisiones en la cúpula del partido, que replican que Alzallu no es el más idóneo para representar el proyecto. La actividad del partido cesa totalmente, hasta que incluso el propio Alzallu lo abandona en 2009, confirmando así su desaparición de facto.
En 2014 fallece así mismo Juan Navarro, el fundador del partido.